# Fringe (série télévisée)
Pour les articles homonymes, voir Fringe.
Fringe est une série télévisée américaine de science-fiction et d'horreur en cent épisodes de 42 minutes co-créée par J. J. Abrams, Alex Kurtzman et Roberto Orci et diffusée entre le 9 septembre 2008 et le 18 janvier 2013 sur le réseau Fox et en simultané au Canada sur /A\ (avec quelques épisodes sur CTV) pour les deux premières saisons, puis sur Citytv.
La série met en scène la section Fringe, une section du FBI basée à Boston dans le Massachusetts (États-Unis) et chapeautée par le département de la Sécurité intérieure. Cette équipe a recours à ce qu'on appelle en anglais la « fringe science » – littéralement, « les sciences marginales » – pour enquêter sur des phénomènes étranges et inexpliqués à travers le pays. Ces phénomènes sont désignés comme faisant partie du « Projet ». La série peut être décrite comme un croisement entre X-Files, Au-delà du réel, et La Quatrième Dimension.
En Belgique, la série est diffusée en version française depuis le 28 mai 2009 sur La Deux pour la première saison, puis sur La Une pour la deuxième saison, puis à nouveau sur La Deux pour la troisième saison et à nouveau sur La Une pour la quatrième saison ; en Suisse, depuis le 30 mai 2009 sur TSR 1 pour la première saison, puis sur TSR 2 pour la suite ; en France, depuis le 10 juin 2009 sur TF1 puis rediffusée à partir du 16 février 2013 sur NT1 et au Québec, depuis le 3 septembre 2009 sur V.

## Synopsis
Olivia Dunham est un agent spécial du FBI. Avec le professeur Walter Bishop, un savant qui souffre de problèmes psychologiques aggravés par son internement pendant 17 ans dans un hôpital psychiatrique à la suite de la mort accidentelle de son assistant, de son fils touche-à-tout Peter Bishop et de l‘agent Astrid Farnsworth ils travaillent pour une branche secrète de l'agence, la division « Fringe » dirigée par l‘agent Phillip Broyles, qui a pour vocation d'enquêter sur des événements mystérieux touchant à certains aspects des sciences marginales : maladies rares, cryptozoologie, transhumains avec des capacités psychiques, téléportation, pyrokinésie, etc.
De par le monde, une série d'expériences collectivement appelées le « schéma » ou le « projet » (« pattern » en anglais) se produisent dans ce domaine. Olivia, Peter et Walter ont pour mission d'enquêter sur ces événements afin d'en déterminer la source. La multinationale Massive Dynamic, compagnie de pointe dans la recherche et les hautes technologies dirigée par Nina Sharp, est étroitement liée à ce projet tandis que son ennemi, la cellule bioterroriste ZFT, orchestre la majeure partie de ces phénomènes afin de se préparer à la singularité technologique. Au cœur du combat entre ces deux factions se trouve un nootropique appelé le Cortexiphan, développé par Walter Bishop et son ancien associé, William Bell - cofondateur de Massive Dynamic, et qui a servi à traiter plusieurs enfants, dont Olivia.

## Distribution

### Acteurs principaux
- Anna Torv (VF : Odile Cohen) : Olivia Dunham / Fauxlivia / William Bell
- Joshua Jackson (VF : Alexandre Gillet) : Peter Bishop
- John Noble (VF : Patrick Messe) : Walter Bishop / Walter-ego
- Lance Reddick (VF : Thierry Desroses) : Phillip Broyles
- Jasika Nicole (VF : Chantal Macé (saisons 1 à 3), Fily Keita (saisons 4 et 5)) : Astrid Farnsworth
- Kirk Acevedo (VF : Cyrille Monge) : Charlie Francis (principal saison 1, récurrent saisons 2 à 5)
- Blair Brown (VF : Josiane Pinson) : Nina Sharp
- Mark Valley (VF : Boris Rehlinger) : John Scott (principal saison 1)
- Seth Gabel (VF : Laurent Natrella) : Lincoln Lee (récurrent saisons 3 et 5, principal saison 4)

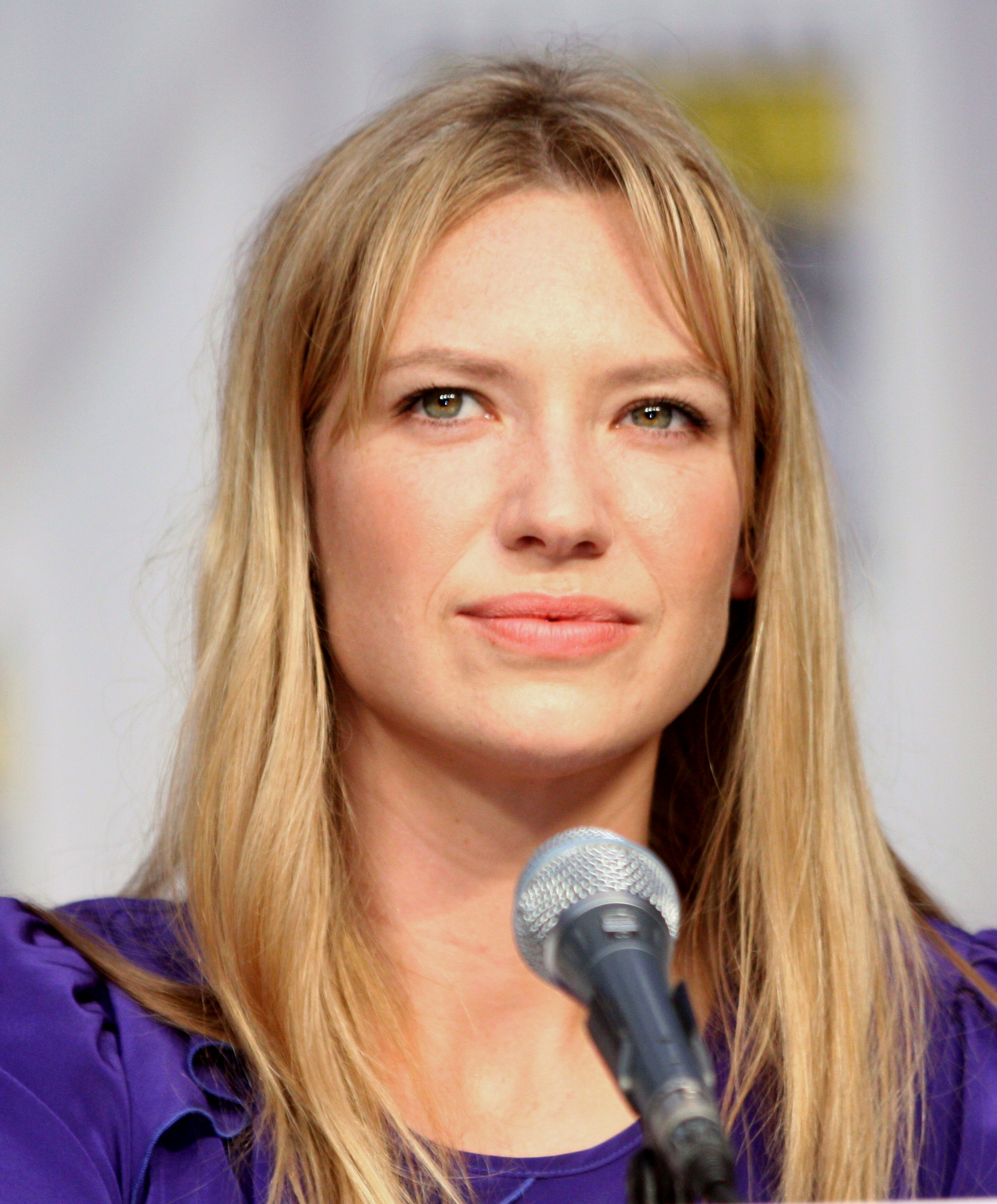
Anna Torv interprète Olivia Dunham / Fauxlivia.
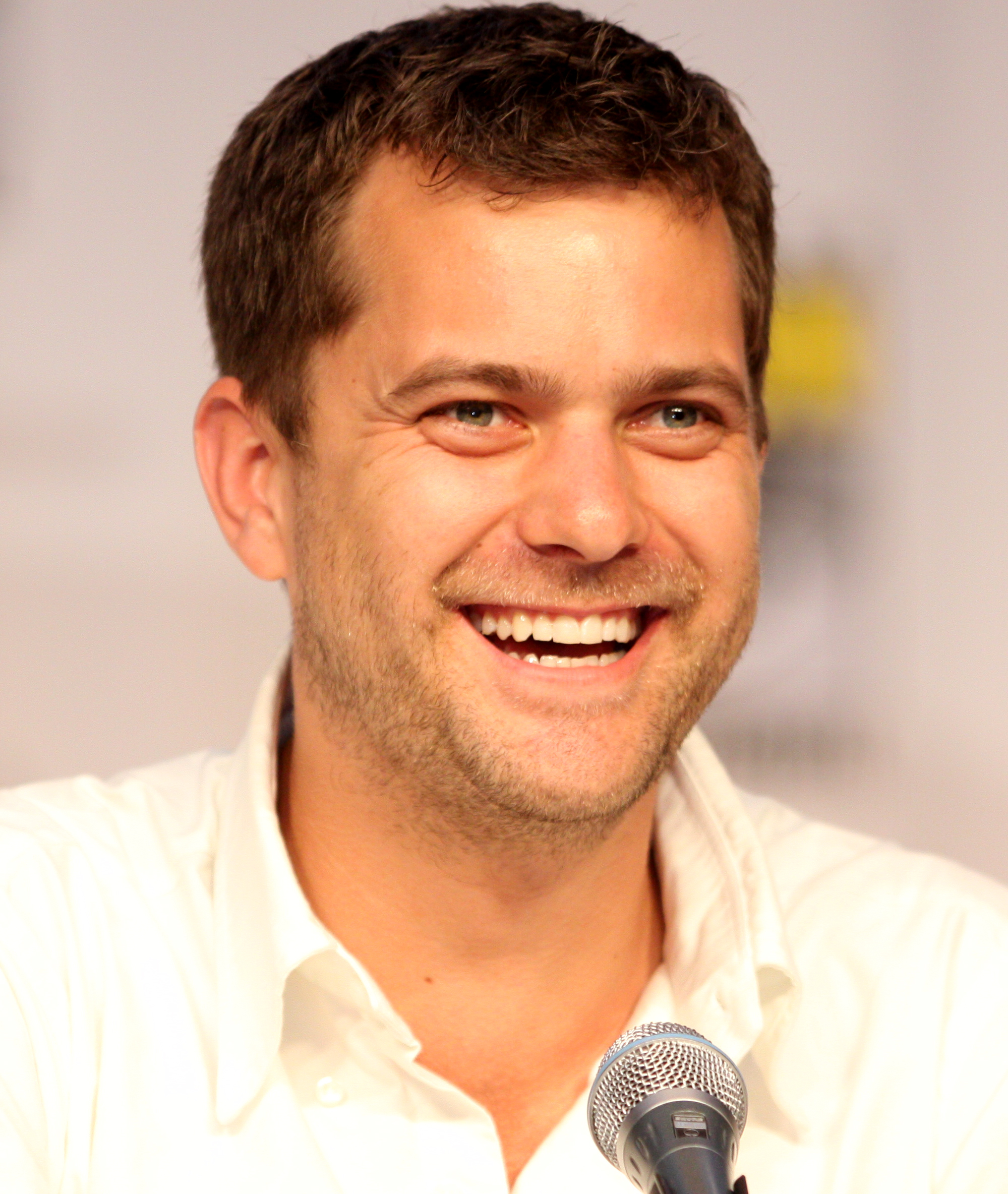
Joshua Jackson interprète Peter Bishop.
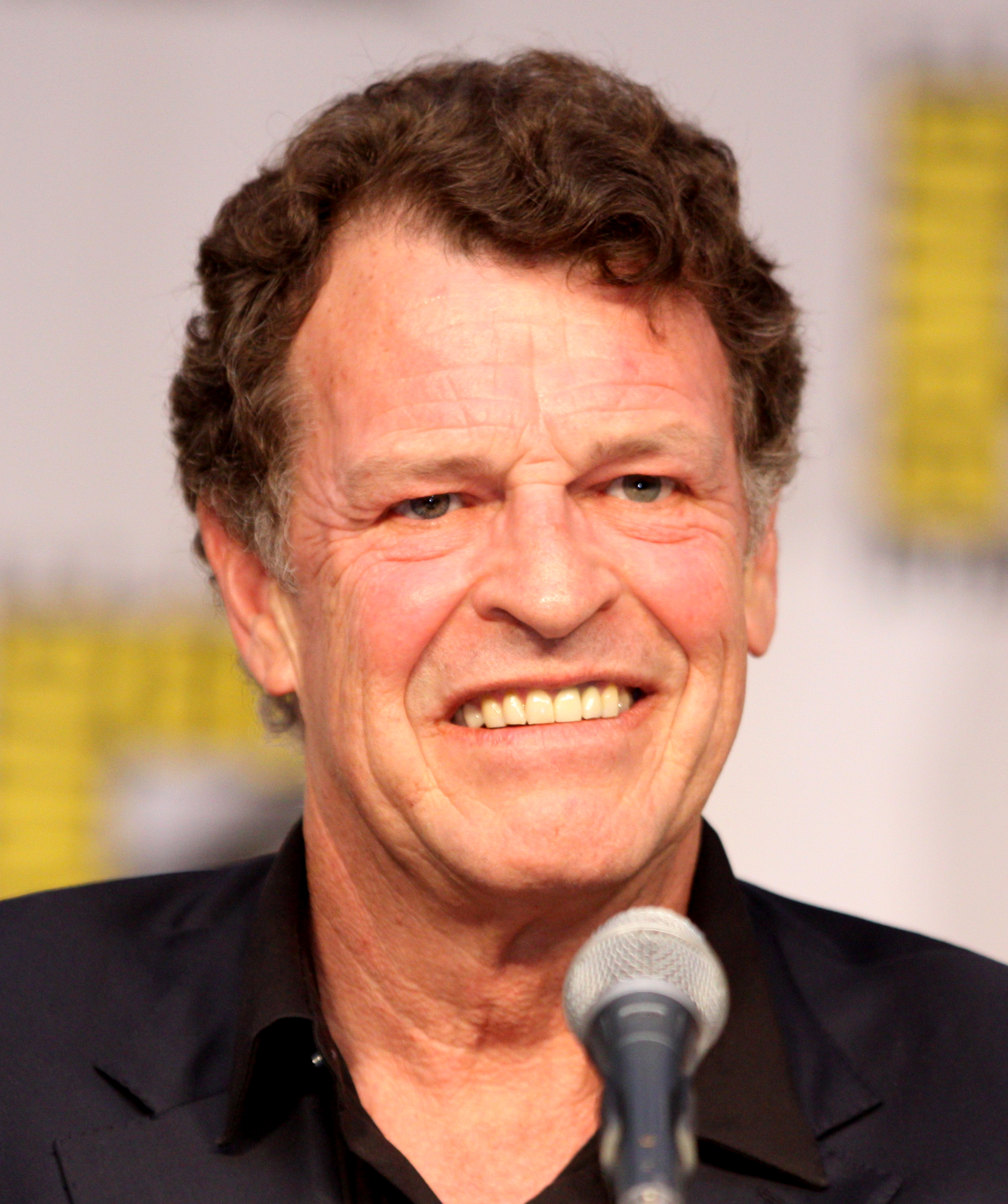
John Noble interprète Walter Bishop / Walter-ego.
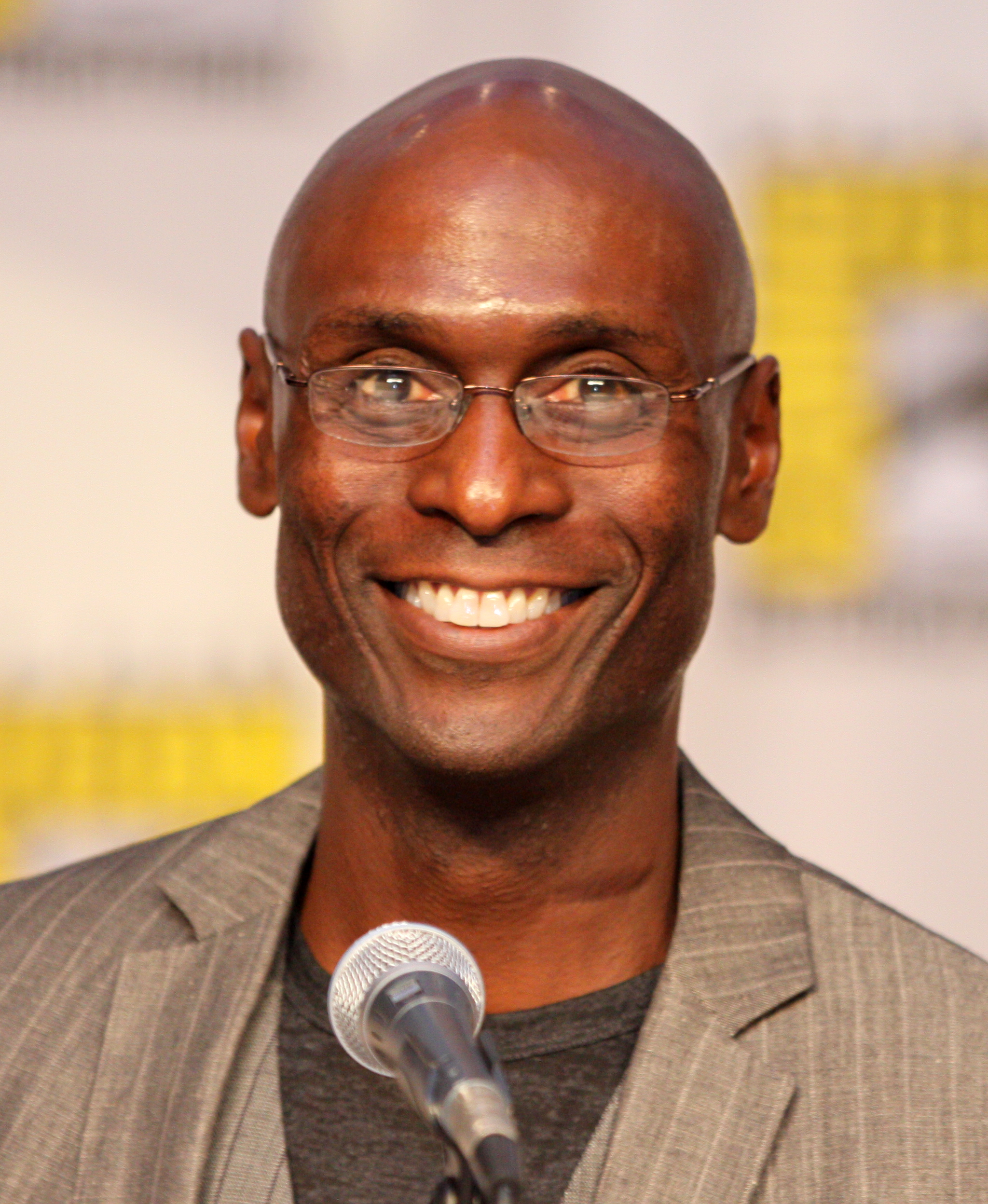
Lance Reddick interprète Phillip Broyles.
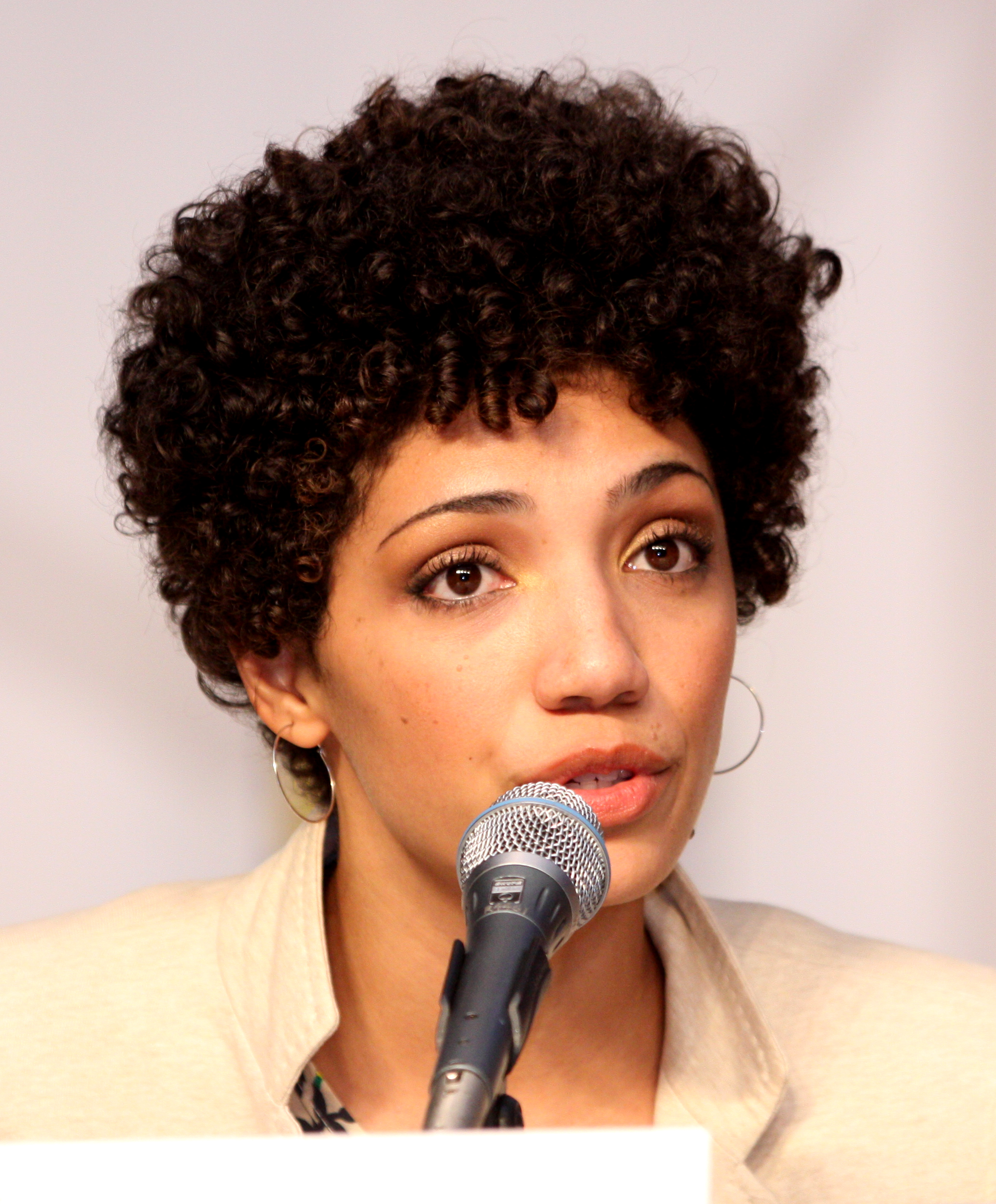
Jasika Nicole interprète Astrid Farnsworth.
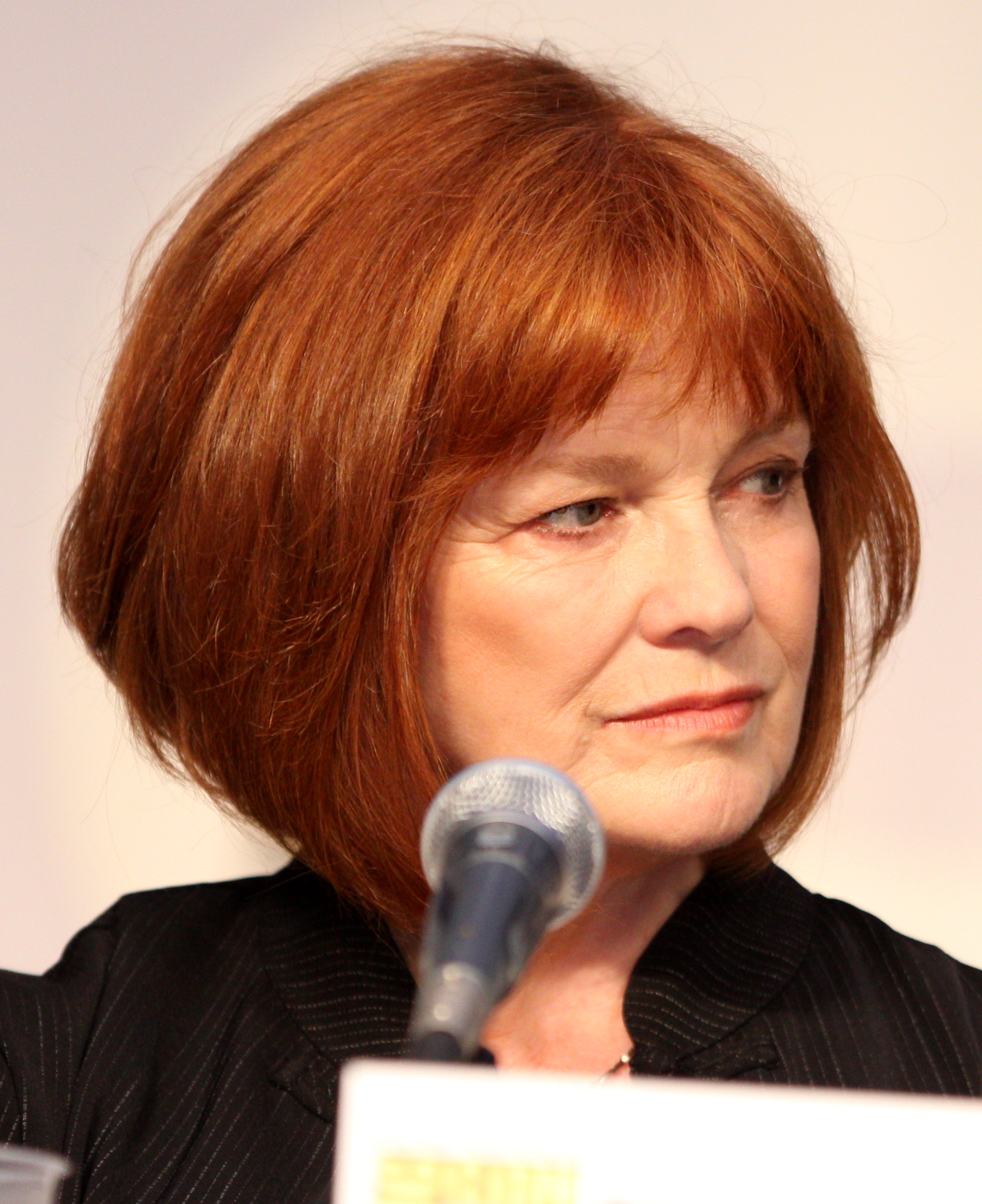
Blair Brown interprète Nina Sharp.
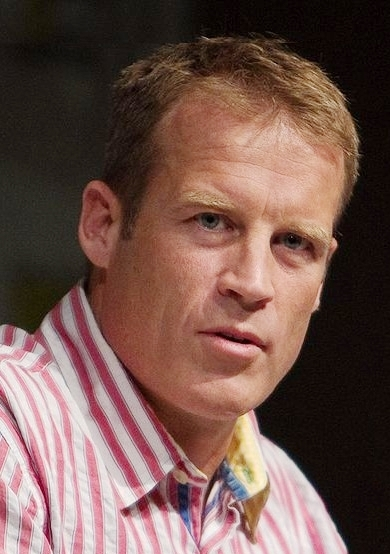
Mark Valley interprète John Scott.
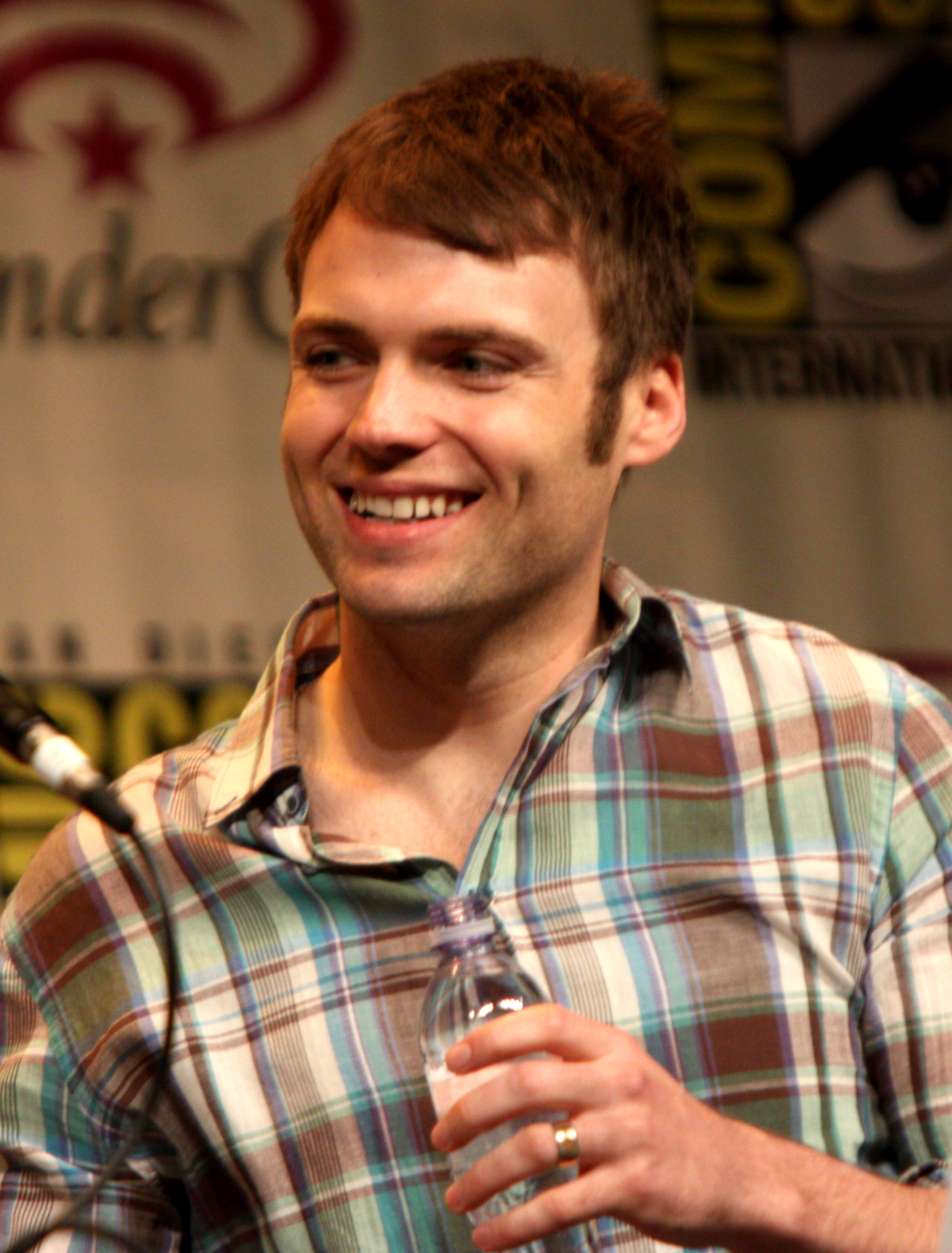
Seth Gabel interprète Lincoln Lee.

### Acteurs récurrents
- Michael Gaston (VF : Patrick Borg) : Sanford Harris (2008-2009)
- Leonard Nimoy (VF : Georges Claisse) : William Bell (2009-2012)
- Michael Cerveris (VF : Elric Thomas) : Septembre, l'observateur / Donald
- Chance Kelly (en) (VF : Gilles Morvan) : Mitchell Loeb (2008-2009)
- Ari Graynor (VF : Bénédicte Bosc) : Rachel Dunham (2009-2010)
- Sebastian Roché (VF : Emmanuel Gradi) : Thomas Jerome Newton (2009-2010)
- Jared Harris (VF : Alain Choquet) : David Robert Jones (2009, 2012)
- Kevin Corrigan (VF : Stéphane Marais) : Sam Weiss (2009-2011)
- Ryan McDonald (VF : Vincent Nemeth) : Brandon Fayette (2009-2012)
- Eugene Lipinski (VF : Christian De Smet) : Décembre (2009-2013)
- Andre Royo (VF : Xavier Thiam) : Henry Higgins (2010-2011)
- Amy Madigan (VF : Monique Nevers) : Marilyn Dunham (2010-2011)
- Georgina Haig (VF : Olivia Nicosia) : Henrietta « Etta » Bishop, adulte (2012-2013)
- Chris Bradford : le beau-père d'Olivia
- Michael Kopsa (en) (VF : Olivier Hémon) : le capitaine Windmark, l'administrateur des observateurs en 2036 (2012-2013)
- Shaun Smyth (VF : Jean-Marc Charrier) : Anil (2012-2013)
- Orla Brady (VF : Sophie Baranes) : Élizabeth Bishop
- David Call (VF : Stéphane Fourreau) : Nick Lane (2008-2013)

### Acteurs célèbres invités
- Michael Kelly : John Mosley (Saison 1 : Épisode 4)
- Nestor Serrano : Henry Jacobson (Saison 1 : Épisode 4)
- Billy Burke : Lucas Vogel (Saison 1 : Épisode 7)
- Gillian Jacobs : Joanne Ostler (Saison 1 : Épisode 8)
- William Sadler : Dr. Sumner (Saison 1 : Épisode 8 / Saison 4 : Épisode 3)
- James Frain : Mr. Kohl (Saison 1 : Épisodes 10 et 14)
- Meghan Markle : Amy Jessup (saison 2, épisodes 1 et 2)
- Ravil Isyanov : Tomas (Saison 2 : Épisode 6)
- Tzi Ma : Ming Che (Saison 2 : Épisode 9)
- Jeff Perry : Joseph Slater (Saison 2 : Épisode 10)
- Natassia Malthe : Linda (Saison 2 : Épisode 13)
- Diane Kruger : Miranda Greene (Saison 2 : Épisode 17)
- Peter Weller : Alistair Peck (Saison 2 : Épisode 18)
- Martha Plimpton : Sheriff Ann Mathis (Saison 2 : Épisode 21)
- Aaron Ashmore : Matthew Rose (Saison 3 : Épisode 5)
- Shawn Ashmore : Joshua Rose (Saison 3 : Épisode 5)
- Kevin Weisman : Gemini / Joseph Feller (Saison 3 : Épisode 6)
- Christopher Lloyd : Roscoe Joyce (Saison 3 : Épisode 10)
- Joan Chen : Reiko (Saison 3 : Épisode 13)
- Ulrich Thomsen : Man in Zeppelin, aka Mr X (Saison 3 : Épisode 19)
- Brad Dourif : Moreau (Saison 3 : Épisode 22)
- Joe Flanigan : Robert Danzig (Saison 4 : Épisode 1)
- Chadwick Boseman : Cameron James (Saison 4 : Épisode 4)
- John Aylward : Dr. Owen Frank (Saison 4 : Épisode 13)
- Michael Massee : Anson Carr (Saison 4 : Épisode 15)
- Paul McGillion : Edwin Massey (Saison 5 : Épisode 3)
Version française

- Société de doublage : Nice Fellow[10],[11]
Direction artistique : Christèle Wurmser[10]
Casting des comédiens de doublage : Pascale Vital et Christèle Wurmser[10]
Adaptation des dialogues : Chantal Carrière, Sabine Kremer et Sébastien Michel[10]

 Source et légende : version française (VF) sur RS Doublage et Doublage Séries Database

## Production

### Développement
Cocréée par J. J. Abrams, Roberto Orci et Alex Kurtzman, Fringe est produite par Bad Robot Productions en association avec Warner Bros. Television. C'est la quatrième série créée par Abrams — après Felicity, Alias et Lost : Les Disparus — et sa troisième collaboration avec Roberto Orci et Alex Kurtzman (auteurs des scénarios des films Transformers, Star Trek, Mission impossible 3 et scénaristes sur la série Alias).
Pour Fringe, J. J. Abrams s'est inspiré d'une variété de sources différentes, parmi lesquelles les œuvres de Michael Crichton, le film Au-delà du réel de Ken Russell et les séries télévisées X-Files : Aux frontières du réel et La Quatrième Dimension. De plus, Orci a déclaré que c'est une série alliant à la fois la procédure, l'approche « séquentielle » d'une série, à l'opposé de l'approche continue d'un feuilleton, et le culte, citant une combinaison de New York, police judiciaire et Lost : Les Disparus comme exemple.
Jeff Pinkner fut sélectionné pour prendre la place du show-runner et du producteur délégué. La confiance qu'Abrams a en Pinkner vient du travail qu'ils ont réalisé ensemble sur Alias et Lost : Les Disparus. Michael Giacchino, un autre des collaborateurs réguliers d'Abrams, a composé la musique pour l'épisode pilote de Fringe, avant de céder cette mission à ses assistants Chad Seiter et Chris Tilton ; Giacchino conserve toutefois son nom au générique. Abrams a écrit lui-même la musique du générique.
L'épisode pilote, d'une durée de 80 minutes, a été filmé à Toronto, au Canada et a coûté environ 10 millions de $. Le reste de la première saison a été filmé à New York. Le 21 février 2009, Fringe était reconduite pour une deuxième saison à la condition que la production déménage à Vancouver, au Canada, décision officialisée le 4 mai 2009. Sa case horaire a également été modifiée pour être diffusée après Bones. Le 7 mars 2010, la FOX confirme la reconduction de la série pour une troisième saison. En mars 2011, Fringe est renouvelée pour une quatrième saison.
Le 27 avril 2012, Fringe a été renouvelée pour une cinquième et ultime saison de treize épisodes.
La Fox a lancé une campagne télévisée ayant pour but de faire repérer aux téléspectateurs un personnage récurrent, The Observer (l'observateur en français), apparaissant discrètement à chaque épisode de la série.

### Casting
Les premiers acteurs engagés sont Kirk Acevedo et Mark Valley, qui incarnent respectivement les agents du FBI Charlie Francis et John Scott. John Noble et Lance Reddick, qui incarnent le professeur Walter Bishop et l'agent Phillip Broyles rejoignent la distribution plus tard. Anna Torv, Blair Brown et Jasika Nicole, qui incarnent respectivement l'agent Olivia Dunham, la directrice générale de Massive Dynamic Nina Sharp et Astrid Farnsworth, l'agent fédéral qui assiste Walter Bishop, sont les suivantes à rejoindre la distribution. Joshua Jackson est le dernier acteur principal à être engagé. Ayant été auditionné pour le rôle de James T. Kirk dans le film Star Trek d'Abrams, Jackson a cru que c'était l'impression qu'il avait faite lors de cette audition-là qui a poussé Abrams à lui proposer le rôle de Peter Bishop.

### Les symboles
Au cours des épisodes, différentes images énigmatiques bleutées et translucides apparaissent entre les scènes. Leur point commun est d'être accompagnées d'un point jaune et d'avoir un détail anormal :
- une moitié de pomme avec des fœtus humains à la place des pépins,
- une grenouille dont les taches dans le dos forment la lettre grecque Phi,
- une main à 6 doigts,
- une marguerite avec une aile d'insecte à la place d'un pétale,
- une feuille avec des nervures formant la lettre grecque Delta,
- un papillon aux rayons X avec des phalanges osseuses dans les ailes,
- un hippocampe avec la construction géométrique d'une spirale d'or,
- une fumée représentant un visage criant, de profil,
- une corne gravée des premières décimales du nombre d'or.

Les producteurs ont déclaré qu'il s'agissait d'un code difficile à décrypter : « Not easy to crack ». La solution a été trouvée par le blogueur Julian Sanchez,. Il s'agit en fait d'un alphabet, qui se décrypte grâce à une méthode analogue au chiffre de César. En réalité, il faut coller chaque image à son "reflet" ce qui donne ainsi une vision plus facile des éléments sur le dos des symboles qui vont révéler chaque lettre une par une[pas clair]. La position du point jaune et la rotation ou orientation de l'image sont déterminants pour différencier les « lettres ». Ils donnent un indice sur l’épisode suivant (comme les lettres blanches de la série Alias, du même J.J. Abrams).

### Fiche technique
- Titre français et original : Fringe
- Création : J. J. Abrams, Alex Kurtzman et Roberto Orci
- Réalisation : Brad Anderson, Joe Chappelle, Fred Toye, Akiva Goldsman, Paul A. Edwards, Dennis Smith, Jeannot Szwarc, Charles Beeson et Tom Yatsko
- Scénario : J.H. Wyman, Jeff Pinkner, Akiva Goldsman, Graham Roland et Alison Schapker
- Décors : Anne Stuhler, Carol Spier, Steven J. Jordan (2008-2010) et Ian D. Thomas (2009-2011)
- Costumes : Joanna Brett, Marie Abma et Jenni Gullett
- Photographie : Liane Hentscher et Kharen Hill
- Montage : Jon Dudkowski, Luyen Vu, Timothy A. Good, Scott Vickrey et Tanya M. Swerling
- Musique : Michael Giacchino (épisode pilote), Chad Seiter et Chris Tilton ; J. J. Abrams[1] (Thème du générique)
- Production : J. J. Abrams, Alex Graves

consultant : Alex Kurtzman, Roberto Orci et Akiva Goldsman
déléguée : Jeff Pinkner, Tanya M. Swerling, J.H. Wyman et Kathy Lingg
associée : Noreen O'Toole et Jay Worth
- Sociétés de production : Bad Robot Productions, Warner Bros. Television, Fringe Element Films
- Société de distribution (télévision) :
  -  États-Unis : Fox Broadcasting Company
  -  Belgique : VT4
  -  Royaume-Uni : Sky1
- Format : couleur - 35 mm - 1,78:1 - son Dolby Digital

Caméra : filmée avec Panavision Panaflex Millennium XL (saison 1-3) puis avec Arri Alexa (saison 4)
- Pays d'origine :  États-Unis
- Langue originale : anglais
- Genre : science-fiction, thriller
- Durée : 50 minutes (première saison), 42 minutes (saisons suivantes)

## Épisodes
| Saison | Saison | Nombre d'épisodes | Diffusion originale | Diffusion originale | Diffusion originale | Diffusion originale            | Diffusion originale | Audience moyenne ( France - TF1) (en millions) |
| ------ | ------ | ----------------- | ------------------- | ------------------- | ------------------- | ------------------------------ | ------------------- | ---------------------------------------------- |
| Saison | Saison | Nombre d'épisodes | Années              | Début de saison     | Fin de saison       | Audience moyenne (en millions) | Classement          | Audience moyenne ( France - TF1) (en millions) |
|        | 1      | 20                | 2008-2009           | 9 septembre 2008    | 12 mai 2009         | 10,02                          | no 41               | 2,79                                           |
|        | 2      | 23                | 2009-2010           | 17 septembre 2009   | 20 mai 2010         | 6,25                           | no 79               | 1,74                                           |
|        | 3      | 22                | 2010-2011           | 23 septembre 2010   | 6 mai 2011          | 5,83                           | no 99               | 1,77                                           |
|        | 4      | 22                | 2011-2012           | 23 septembre 2011   | 11 mai 2012         | 4,22                           | no 140              | 1,39                                           |
|        | 5      | 13                | 2012-2013           | 28 septembre 2012   | 18 janvier 2013     | 4,27                           | no 111              | 1,18                                           |

### Première saison
La première saison de la série commence avec l'incident du vol 627, premier événement du « schéma » ou « projet » (en anglais « pattern »), sur lequel enquêtera Olivia Dunham avec son partenaire et amant John Scott. Les premiers épisodes, dans la trame narrative globale, enclenchent la mise en place du trio principal de la série : Dunham cherche à contacter Walter Bishop pour obtenir son aide afin de sauver Scott et ainsi avancer dans l'enquête. Cependant, afin de le faire sortir de l'hôpital psychiatrique St-Claire, elle doit convaincre son fils, Peter, alors en Irak, de revenir avec elle aux États-Unis et d'accepter de devenir le tuteur légal de son père.
Cette saison a pour particularité de ne pas orchestrer de continuité trop forte entre la plupart des épisodes ; aussi nombre d'entre eux sont regardables individuellement et dans un ordre quelconque. Toutefois, une mythologie commence à se mettre en place : le docteur William Bell et sa société Massive Dynamic se retrouvent étroitement liés à chaque événement décrit dans les différents épisodes…

### Deuxième saison
La deuxième saison reprend très peu de temps après la première, qui s'était conclue sur la rencontre de Dunham et de William Bell dans l'univers alternatif. Catapultée de retour dans son univers, elle subit un choc violent et tombe dans un coma. Après son réveil, les premiers épisodes de la saison, outre les enquêtes traitées à chaque épisode, se focalisent sur ses difficultés face aux « effets secondaires » du voyage inter-dimensionnel. Par la suite, la série s'oriente vers les rapports de plus en plus étroits entre les deux univers ; principalement par la visite d'agents d'un univers dans l'autre et sur les rapports père/fils de Walter et Peter qui tombent à l'eau à la fin de la saison. En effet, un surprenant et bouleversant secret entourant Peter éclate au grand jour. La saison s'achève sur un final « explosif » et la mort d'un personnage récurrent.
Alors que la série adopte un certain rythme, développe davantage sa propre mythologie ainsi que les relations entre personnages, les épisodes adoptent une continuité croissante.
Note : Si 23 épisodes inédits furent bel et bien diffusés aux États-Unis durant cette seconde saison, l'épisode 11 a été produit durant la saison 1 et aurait dû être diffusé durant cette même saison. Gardé de côté par la chaîne FOX, il fut diffusé lors de la saison 2. Mais à cause de problèmes de continuité, cet épisode présente quelques incohérences par rapport au reste de cette saison 2, et il convient de le visionner plutôt en saison 1 (et avant les derniers épisodes), par exemple entre l'épisode 4 et l'épisode 5.

### Troisième saison
Le 20 novembre 2010, la FOX annonce que la diffusion de Fringe est décalée au vendredi soir, à partir du dixième épisode (Réactions en chaîne), soit après la pause de mi-saison. Cette case, étant connue pour n'attirer qu'une faible audience, aurait pu être problématique pour le renouvellement de la série. Toutefois, le fait que la série soit la plus enregistrée aux États-Unis a pu jouer en sa faveur pour un renouvellement.
La première partie de cette troisième saison est centrée sur les deux Dunham. Les épisodes se déroulant dans l'univers originel (générique bleu) alternent avec ceux se déroulant dans l'univers alternatif (générique rouge) sauf dans l'épisode 8 où l'action se déroule dans les deux univers simultanément.
La seconde partie de la saison est consacrée aux effets croissants de la guerre entre les différents univers, ainsi qu'à la recherche par la section Fringe des pièces d'une mystérieuse machine dispersées à travers le monde et qui aurait été fabriquée par les mystérieux « premiers hommes », ancien peuple à la technologie très avancée. Le final montre l'activation de cette fameuse machine et son effet sur les 2 univers : l'esprit de Peter se retrouve alors projeté un court instant dans le futur après avoir sauvé son univers d'adoption, un monde devenu apocalyptique du fait de la destruction de l'autre monde. À l'aide de Walter, il réussit à projeter son esprit actuel au moment où il rentre dans la machine, trouvant une solution dans la création d'un pont permanent entre les deux mondes. On apprend alors que tous les univers sont indispensables les uns aux autres, ce qui ramène à la Théorie des cordes.
Enfin, toute la saison est centrée sur les relations entre Peter et Dunham.

### Quatrième saison
Le 25 mars 2011, Fringe est renouvelée par la FOX pour une quatrième saison de 22 épisodes.
Dans cette saison, l'histoire a été réécrite, en uchronie, créant un univers jumeau : la section Fringe a été créée après les événements du lac Reiden, mais Peter n'a pas survécu, l'observateur ne l'a pas sauvé des eaux. Les deux univers collaborent tout de même ensemble et ont été reliés par un pont, ce qui régénère l'univers de Walter-ego.
Peter revient dans une ligne temporelle où personne ne le connaît, il doit faire ses preuves et utilise les similitudes avec sa ligne temporelle pour accélérer les enquêtes. Il découvre ainsi les conséquences de sa disparition dans cet univers : David Robert Jones est de retour, accompagné de la version alternative de Nina Sharp, avec un plan pour détruire les deux univers. Le colonel Broyles de l'univers alternatif n'est pas mort et Farnsworth travaille sur le terrain. Au début, Peter croit qu'il a atterri dans une troisième version du monde et désire rentrer chez lui, mais il finit par comprendre, grâce à Dunham qui retrouve la mémoire de son amour, qu'il est bel et bien chez lui et que son effacement était le résultat de son remaniement des événements antérieurs.
La deuxième moitié de la saison est marquée par de nombreuses révélations incluant la vérité sur les observateurs. Ils sont l'évolution future de la race humaine et maîtrisent les pouvoirs que recherchaient Walter et William.

### Cinquième saison
Le 26 avril 2012, Fox a commandé une cinquième et dernière saison de treize épisodes, portant le nombre total d'épisodes à 100, diffusée entre le 28 septembre 2012 et le 18 janvier 2013.
En 2015 les observateurs envahissent le monde et le seul espoir pour les arrêter réside en un plan que Walter et l'observateur Septembre ont mis au point. Cependant, pris de court, les membres de la section Fringe, Olivia, Peter, Walter et Astrid doivent s'ambrer eux-mêmes afin de disparaître durant 21 ans. C'est Henrietta, membre de la résistance mais surtout fille de Peter et d'Olivia qui parvient à les libérer. Malheureusement, Walter oublie le plan et les protagonistes se retrouvent obligés d'en réunir les différentes parties à l'aide de vidéos éparpillées dans l'ancien laboratoire d'Harvard. Ils vont ainsi évoluer dans un monde qui leur est totalement inconnu dans le but de sauver l'humanité.
Afin de ne pas oublier ce qu'est la section Fringe, les diverses expériences des précédents événements sont utilisées pour combattre les observateurs.

## Univers de la série

### Les personnages

#### Personnages principaux
Olivia Dunham
Olivia Dunham est un jeune agent fédéral assigné à la section Fringe après que son compagnon a été exposé à un agent bactériologique. Solitaire et animée par un fort sens de la justice, elle se consacre totalement à son travail. Elle possède une mémoire eidétique. Elle a été victime des essais de William Bell et Walter lorsqu'elle était petite.
Elle est incarnée par Anna Torv.
Walter Bishop
Walter Bishop est un scientifique surdoué ayant anciennement travaillé pour le gouvernement américain. Autrefois compagnon de laboratoire de William Bell, il fut interné pendant dix-sept ans en institut psychiatrique après un incident ayant entraîné la mort de son assistante.
Il est incarné par John Noble.
Peter Bishop
Peter Bishop est le fils de Walter. Dans notre univers, il meurt d'une maladie inconnue à l'âge de sept ans et est remplacé par le Peter de l'autre univers par Walter parti à l'origine pour le soigner. Esprit aussi brillant que son père dans le domaine scientifique, il sera pourtant renvoyé de l’université en raison de dettes de jeu. Il deviendra par la suite un aventurier habitué aux arnaques financières. Lorsque la série commence, Dunham va le chercher en Irak pour l'aider à faire sortir Walter de l'asile psychiatrique où il est enfermé. À contrecœur, il acceptera d'être le tuteur légal de son père mais ne compte pas rester aux États-Unis. D'abord réticent, il acceptera cependant d'intégrer l'équipe en tant que "consultant civil" du FBI et secondera son père dans ses expériences.
Il est incarné par Joshua Jackson.
Phillip Broyles
Phillip Broyles est le directeur de la section Fringe. Bien que très professionnel et respectueux des procédures, Broyles peut se montrer étonnamment flexible quand il s’agit de gérer les circonstances particulières des affaires sur lesquelles sa section est amenée à enquêter.
Il est incarné par Lance Reddick.
Astrid Farnsworth
Astrid Farnsworth est un jeune agent du FBI chargée d’assister Olivia Dunham. Très qualifiée dans divers domaines (informatique, cryptographie, etc.), elle deviendra de fait la principale collaboratrice de Walter Bishop en travaillant à ses côtés dans son laboratoire secret de l'université d'Harvard. Walter, bien qu'il connaisse parfaitement son nom, l'appelle fréquemment (par distraction) Astro, Astéroïde, Athos ou même Astérix.
Elle est incarnée par Jasika Nicole.
Nina Sharp
Nina Sharp est un personnage énigmatique. Directrice générale de Massive Dynamic, elle y occupe de hautes fonctions et, bien qu'elle dise vouloir apporter son aide à la section Fringe dans ses enquêtes, on comprend qu'elle poursuit avant tout ses propres buts et qu'elle cache des secrets inavouables. Elle entretient des relations particulières avec Phillip Broyles et elle connaissait les Bishop père et fils bien avant l’internement de Walter.
Elle est incarnée par Blair Brown.
Lincoln Lee
Dans l'univers alternatif, il est le capitaine de la section Fringe.
Dans le monde réel, il est un simple agent du FBI qui collabore avec Dunham et Peter dans une affaire.
Il est incarné par Seth Gabel et apparaît pour la première fois dans l'épisode 23 de la deuxième saison.

### Lieux
Section Fringe, immeuble du FBI
Il s'agit du quartier général de la section, situé dans un immeuble fédéral du centre-ville de Boston. La section Fringe est dirigée par Phillip Broyles, et comprend notamment l'agent Olivia Dunham, ainsi qu'auparavant les agents Charlie Francis et John Scott. De plus, Peter et Walter Bishop officient tous deux en tant que consultants pour la section.
Immeuble de Massive Dynamic
La multinationale de Massive Dynamic est implantée à New York, dans un immeuble équipé d'informatique ultra-moderne. C'est ici qu'officie sa directrice générale, Nina Sharp. Outre l'aspect administratif, le bâtiment comprend également des installations destinées à la recherche et au développement dans les domaines scientifiques. Ainsi, de nombreux laboratoires high-tech y sont situés, quoiqu'entourés d'un grand secret industriel.
En 2036, l'immeuble est abandonné puisque l'entreprise n'existe plus, remplacée par le Ministère des Sciences.
Laboratoire de Walter Bishop
Le docteur Bishop possédait un laboratoire dans un sous-sol de l'Université Harvard avant d'être interné à St-Claire. En sortant de l'hôpital, il constata que bien que désaffecté, son laboratoire lui était toujours accessible, et les instruments, ordinateurs, dossiers et produits chimiques y étaient toujours présents. C'est donc dans ce laboratoire que l'équipe de la section Fringe expérimente la plupart de ses théories, dans le but de résoudre ses enquêtes. La vache de Walter, Gene, y vit dans une étable.
En 2036, il est en grande partie emprisonné dans l'ambre. Gene est prise dans la résine, comme les cassettes du plan de Walter. Le reste d'Harvard est aux mains des observateurs, qui en ont fait un centre de recherche.

### Versions alternatives
Immeuble de la section Fringe
Il s'agit du quartier général de la section, situé dans un immeuble ovale du centre-ville de New York. (Le FBI n'existe plus depuis une bonne dizaine d'années.) La section Fringe est dirigée par le colonel Phillip Broyles, et comprend notamment l'agent Olivia Dunham, ainsi que l'agent Charlie Francis. Mais Peter et Walter Bishop n'officient pas en tant que consultants pour la section, le premier ayant été enlevé, le second étant le secrétaire de la Défense (et donc le supérieur du colonel Broyles). (Ici aussi, en version française, la section Fringe s'appelle juste « section spéciale »…)
« Non-immeuble » de Massive Dynamic
L'immeuble de la multinationale de Massive Dynamic, équipé d'informatique ultra-moderne, n'a jamais été construit à New York, la société n'ayant jamais vu le jour. La raison à cela est fort simple, Wiliam Bell étant mort enfant, il n'a jamais pu fonder la société, avec les conséquences que cela implique. Un parc se trouve à sa place.
Ancien Laboratoire de Walter Bishop (« Walter-ego »)
Walter Bishop possédait également un laboratoire dans un sous-sol de l'Université Harvard (aujourd'hui abandonné à cause du colmatage à proximité d'une faille par la section Fringe), dans le but d'ouvrir un passage vers notre univers (qui pour lui est alternatif), mais ses efforts ont été vains (l'une des causes étant qu'il a travaillé seul, William Bell étant mort enfant). Ce laboratoire est à ce jour désaffecté, mais le matériel s'y trouvant est encore utilisable, de plus le labo ne fait l'objet d'aucune surveillance (ici aussi le labo n'avait rien d'officiel), ce qui en fait une excellente réserve de matériel facilement utilisable par quelqu'un qui voudrait essayer de « passer de l'autre côté ».
En 2036, la guérison de l'autre univers est suffisamment avancée pour permettre la réouverture de l'Université, Walter-ego y enseignant encore à l'âge de 90 ans. Il est probable qu'il occupe de nouveau son laboratoire.

### Multivers
Univers alternatif
La série tourne essentiellement autour de contacts progressifs entre deux univers parallèles, dont un sur lequel l'intrigue est focalisée. Le second, comme dépeint dans les différents épisodes, est très similaire au nôtre mais a connu des avancées technologiques différentes, le rendant parfois plus avancé ou alors plus archaïque du point de vue de l'univers principal. Les personnages principaux possèdent tous un alter-ego dans cet univers, et ce dernier présente généralement une différence marquante avec son homologue. Cette différence se porte parfois au niveau physique du personnage, au niveau de son caractère, voire un personnage mort dans un univers et pas dans l'autre.
Des éléments permettent aux spectateurs de distinguer les deux univers. Ainsi, dans l'univers alternatif, le siège du ministère de la Défense américain n'est pas le Pentagone, il est à New York, près de la statue de la Liberté à la couleur cuivrée. Dans le Manhattan alternatif, qui ne s'épelle qu'avec un seul « t », les tours du World Trade Center existent toujours, le projet d'Antonio Gaudi d'Hotel Attraction a été construit et de nombreux dirigeables naviguent au-dessus de la ville. Enfin, nous pouvons constater dans le bureau du secrétaire d'État, Walter Bishop, un portrait de John Fitzgerald Kennedy âgé et, sur le mur, une carte des États-Unis où la moitié de la Californie a été détruite.
Futur alternatif (2026)
Le 20 mai 2026, l'univers original est en train de s'effondrer. Peter semble être la seule personne capable de modifier ces agissements, et donc, la seule chance de modifier ce futur dénué de tout espoir. Ce futur cesse d'exister avec la disparition de Peter et la création d'une nouvelle ligne temporelle.
L'autre univers n'existe plus dans ce futur, anéanti par Peter en 2011.
Futur infernal (2015-2036)
En 2036, les observateurs ont pris le contrôle de la planète. Ils s'attaquent, en 2015, aux grandes villes de la planète, lors de ce qu'ils appellent, la « Purge ». Beaucoup sont morts et la résistance a été vite décimée. Les survivants s'appellent les « Natifs ». La section Fringe a eu son champ d'action réduit et s'occupe désormais des crimes entre « Natifs ». L'espoir a disparu, la liberté et l'individualité aussi. Certains « Natifs », pour montrer leur allégeance aux observateurs, se sont fait « marquer Loyalistes ».
L'équipe Fringe originelle, avant de disparaître mystérieusement, a su trouver un moyen de détruire les observateurs. Walter et Septembre réinitialisent ainsi le temps, empêchant l'invasion en 2015.
L'autre univers n'a pas été envahi en 2015 et continue à mener une existence paisible en 2036.
Futur apocalyptique (2609)
Au cours des siècles, les humains ont abandonné les émotions pour augmenter leur intelligence, créant les observateurs. Sans amour, la reproduction naturelle a disparu au profit du clonage. En 2609, les observateurs détruisent définitivement la Terre en empoisonnant le sol, l'eau et l'air. Ils retournent alors dans le passé, en 2015, pour prendre le contrôle de la Terre. Lorsque le plan de Walter réussit, cet avenir est lui aussi supprimé.
Ce futur ne concerne que l'univers original. On ne sait pas ce qu'est devenu l'autre univers en 2609.

### Générique
Le générique de la série est généralement de couleur bleue, avec les fameux symboles et des mots (neuroscience, mutation, matière grise, …) qui apparaissent. Il connaît plusieurs variations :
- dans l'épisode 16 de la deuxième saison, comme l'histoire se déroule en 1985, la musique et le design sont modifiés pour coller à l'époque. Il est réutilisé pour l'épisode 15 de la troisième saison.
- dans l'épisode 22 de la deuxième saison, le générique est le même que d'habitude sauf qu'il est rouge. Il en est ainsi chaque fois que l'épisode se déroule dans l'autre monde.
- dans l'épisode 8 de la troisième saison, le générique alterne entre le rouge et le bleu car les événements se déroulant dans les deux univers sont parallèles : en effet, dans cet épisode, les deux Dunham vont traverser et reprendre leurs places respectives.
- Le générique du dernier épisode de la troisième saison est noir et les habituels sujets scientifiques mentionnés (paradoxe temporel, univers parallèles, génétique, invisibilité, etc.) sont remplacés pour la première fois par autre chose que des sujets scientifiques, on a notamment écrit le mot espoir en rappel de la fatalité de la destruction de l'univers survivant de cette version de l'histoire, c'est-à-dire l'univers réel.
- dès la quatrième saison, le générique est de couleur ambrée, pour marquer la réunification entre les deux univers et la création de la nouvelle ligne temporelle.
- le dix-neuvième épisode de la quatrième saison comporte un générique symbolisant l'asservissement de l'humanité par les observateurs. Ce générique est également celui de toute la cinquième saison.
- La saison 5 possède un générique bien plus sombre dans lequel on voit notamment un grand nombre d‘individus de dos derrière des barbelés. Les habituels termes rattachés à la science marginale sont ici des éléments comme la communauté, la liberté, la joie, l‘imagination, l‘individualité ou encore le libre-arbitre.

## Adaptation en bande dessinée
Lors du San Diego Comic-Con de juillet 2008, soit juste avant la sortie de la série à la télévision, une bande dessinée intitulée Fringe 2008 Convention Exclusive a été distribuée. Elle a été éditée par Wildstorm, filiale de DC Comics.
Ce numéro 0 a ensuite été édité sous forme numérique et il est téléchargeable gratuitement sur la plateforme comiXology.
Une série de six numéros sont ensuite sortis sous le titre Fringe entre octobre 2008 et août 2009, toujours aux éditions Wildstorm.
Une seconde série de six numéros, intitulée Tales from the Fringe, a été éditée par Wildstorm d'aout à novembre 2010.
Une troisième série intitulée Beyond the Fringe est sortie entre septembre 2011 et mai 2012 aux éditions DC Comics. Cette série compte en tout douze numéros, ceux-ci racontant alternativement une histoire A et une histoire B, chacune de ces histoires prenant part dans un univers alternatif.
En France, deux volumes sont sortis aux éditions Panini Comics :
1. Fringe, août 2011  (ISBN 978-2-8094-2020-3) (qui reprend les six numéros de la série de comics Fringe)
2. Histoires extraordinaires, janvier 2012  (ISBN 978-2-8094-2302-0) (qui reprend les six numéros de la série de comics Tales from the Fringe)

## Commentaires
La série est émaillée de références à la culture populaire, glissées dans les dialogues ou les décors. Par exemple, dans le premier épisode de la deuxième saison Fox Mulder et Dana Scully, les deux héros de la série X-Files : Aux frontières du réel, apparaissent dans un poste de télévision l'espace d'une seconde. Une seconde référence à X-Files, dans le même épisode est l'allusion à l'ancien Bureau des affaires non-classées lors d'une audience que subit Broyles face à une commission du même genre que celles auxquelles Mulder et Scully ont pu faire face. Dans le même ordre d'idées, confier le rôle de William Bell à un acteur aussi populaire et célèbre que Leonard Nimoy, l'interprète de Spock dans la saga Star Trek est un clin d'œil adressé aux spectateurs nourris de cette culture populaire assumée et revendiquée. La participation à un épisode de la même saison de Christopher Lloyd, surtout connu pour avoir incarné le « Doc » Emmett Brown dans la trilogie cinématographique Retour vers le futur, en est un autre. Enfin, les observateurs sont un clin d’œil aux visiteurs du film Dark City d’Alex Proyas.
Les personnages principaux portent le nom de famille d'un prix Nobel ou d'un scientifique renommé :
Nom du personnage de la série - scientifique (domaine scientifique et date du prix Nobel)
- Dunham - Kingsley Charles Dunham (chimie)
- Bishop - J. Michael Bishop (physiologie et médecine 1989) ; en anglais cela signifie « évêque » et désigne aussi le Fou dans le domaine des échecs donc les références au fait que Walter soit devenu croyant, à son aliénation et à l'importance stratégique du père et du fils dans l'intrigue.
- Farnsworth - Philo Farnsworth (coïnventeur de la télévision)
- Sharp - Phillip Allen Sharp (physiologie et médecine 1993)
- Broyles (se prononce en anglais comme de Broglie, prix Nobel de physique en 1929)
- Lee - Tsung-Dao Lee (physique 1957)
- Newton - Isaac Newton (astrophysicien créateur de la théorie de la gravitation)

Des personnages secondaires ont également cette caractéristique :
- Sumner - James Batcheller Sumner (chimie 1946)
- Penrose - Roger Penrose (mathématicien)
- Rose - Irwin Rose (chimie 2004)
- Marcus - Rudolph Marcus (chimie 1992)

## Accueil

### Audiences

#### Aux États-Unis
Aux États-Unis, la diffusion s'effectue sur le réseau Fox. Les audiences de la première saison sont plutôt satisfaisantes (10 millions). Mais au fur et à mesure les audiences dégringolent et la série change de case horaire. Au milieu de la troisième saison, elle passe du jeudi soir au vendredi soir. Les audiences continuent donc à baisser. Mais le soutien inconditionnel du président en personne de la Fox et le fait que la série soit la plus enregistrée aux États-Unis ont joué en sa faveur pour qu'elle continue jusqu'à une cinquième saison.

#### Dans les pays francophones
En France, la diffusion de la série s'effectue sur TF1. Les diffusions effectuées en 2e partie de soirée (le mercredi principalement) sont jugées satisfaisantes par TF1 puisque cette dernière décide à chaque fois de diffuser les nouvelles saisons en provenance des États-Unis. La cinquième saison fut diffusée en France pendant l'été 2013.
La série a été de nouveau diffusée sur NT1 à partir du 16 février 2013, à raison de quatre épisodes chaque samedi.